# Xã Severance, Quận Sibley, Minnesota
Xã Severance (tiếng Anh: Severance Township) là một xã thuộc quận Sibley, tiểu bang Minnesota, Hoa Kỳ. Năm 2010, dân số của xã này là 253 người.